# Color Hybrid
Die Color Hybrid ist ein Plug-In-Hybrid-Fährschiff der norwegischen Fährreederei Color Line. Es bietet Platz für bis zu 2000 Passagiere und 500 PKW und ist damit derzeit (Stand August 2019) das größte Plug-In-Hybrid-Schiff weltweit. Die Color Hybrid ist rund 160 Meter lang und 27 Meter breit. Sie wird seit August 2019 zwischen Sandefjord in Norwegen nach Strömstad in Schweden eingesetzt.

## Geschichte
Die Pläne eines Neubaus für die Route Sandefjord – Strömstad wurden 2012 bekannt. Das Schiff wurde im Februar 2017 mit geplanter Ablieferung 2019 bei der Ulstein Group bestellt. Der Bau des von der Fosen-Werft entworfenen Schiffs begann mit dem ersten Stahlschnitt am 14. Juli 2017. Die Kiellegung in der Crist-Werft im polnischen Gdynia erfolgte am 16. April 2018, der Stapellauf des Rohbaus fand 30. Oktober 2018 statt. Das Schiff wurde anschließend zur Ausrüstung zur Ulstein Verft im norwegischen Ulsteinvik geschleppt und hier erneut trockengestellt. Am 14. April 2019 wurde der Neubau aus dem gefluteten Baudock gezogen. Am 1. August 2019 wurde das Schiff fertiggestellt und abgeliefert. Seit dem 16. August 2019 wird die Color Hybrid zwischen Sandefjord und Strömstad eingesetzt, wo sie die und Bohus ersetzte. Am 23. August 2019 wurde sie in Sandefjord getauft.
Das Schiff wurde im Jahr 2017 mit dem „Next Generation Ship Award“ der norwegischen Fachmesse Nor-Shipping sowie 2019 von der norwegischen Fachzeitschrift Skipsrevyen als „Ship of the Year“ ausgezeichnet.
Die Color Hybrid bedient seit dem 23. Oktober 2023 allein die Route von Sandefjord nach Strömstad. 

## Technik
Das Antriebskonzept besteht aus einer Kombination von diesel-mechanischen und diesel-elektrischen Systemen. Durch zusätzlich verbaute Akkumulatoren kann das Schiff eine begrenzte Zeit auch rein elektrisch angetrieben werden.
Als Antriebsmotoren fungieren vier Rolls-Royce-Dieselmotoren vom Typ Bergen B33:45L: Zwei Sechszylindermotoren mit jeweils 3600 kW Leistung und zwei Neunzylindermotoren mit jeweils 5400 kW Leistung. Die Motoren wirken über Untersetzungsgetriebe auf zwei Verstellpropeller. Zwei der Motoren treiben zusätzlich jeweils einen Generator für die Stromerzeugung an. Weiterhin wurde ein Caterpillar-Notgenerator des Typs C32 verbaut.
Das Schiff ist mit zwei Bug- und einem Heckstrahlruder ausgerüstet.
Die von Siemens produzierten Akkumulatoren haben eine Gesamtkapazität von 5 MWh, wiegen insgesamt 65 Tonnen und können über eine Schnellladestation am Kai in Sandefjord innerhalb einer Stunde wieder aufgeladen werden. Sie liefern genug Energie für circa 60 Minuten rein elektrische Fahrt und Manövrieren bei einer Geschwindigkeit von bis zu 12 Knoten – vorgesehen hauptsächlich für die Revierfahrt und den Hafenbetrieb. Damit werden die Stickoxid-Emissionen im Hafen auf Null und die Kohlendioxid-Emissionen um 33 Prozent im Vergleich zu einer Fähre ähnlicher Größe mit Dieselantrieb reduziert.
Die Motoren sind mit einem System zur Wärmerückgewinnung mit einem Wärmespeicher ausgerüstet, der die Abwärme der Motoren für eine weitere Nutzung speichert. Die Wärmespeicherkapazität beträgt ebenfalls 5 MWh und speist die Bordheizung sowie ein Gewächshaus, in dem verschiedene Gemüsesorten und Kräuter angebaut werden. Beim Bau wurde besonderes Augenmerk auf den ökologischen Fußabdruck gelegt: Über 70 Prozent der Zulieferer kommen demnach aus Norwegen. Der Gesamtverbrauch an fossilen Brennstoffen verringert sich aufgrund des Elektroantriebes und der insgesamt effizienteren Nutzung der Abwärme um mehr als 20 Prozent.
Das Schiff verfügt über zwei Fahrzeugdecks. Das durchlaufende Fahrzeugdeck auf dem Hauptdeck ist über Bug- und Heckrampen zugänglich, das darüberliegende Fahrzeugdeck, das aufgrund einen Höhenbeschränkung nur für den Transport von Pkw geeignet ist, über feste Rampen an Bord. Auf der Steuerbordseite ist auf dem Hauptdeck ein zusätzliches höhenverstellbares Fahrzeugdeck eingehängt.
Der Rumpf des Schiffes ist eisverstärkt (Eisklasse 1B). Das Schiff ist mit Stabilisatoren (Flossen- und Tankstabilisatoren) ausgestattet.